# Église Saint-Jean-Baptiste de Villiers-sur-Tholon
L'église Saint-Jean-Baptiste de Villiers-sur-Tholon est une église située à Villiers-sur-Tholon, en France.

## Localisation
L'église est située dans le département français de l'Yonne, sur la commune de Villiers-sur-Tholon.

## Historique
L'édifice est inscrit au titre des monuments historiques en 1976.